# 황제 요제프 2세 승하 칸타타
루트비히 판 베토벤의 황제 요제프 2세 승하 칸타타, WoO 87은 1790년에 본의 유력 예술 인사들이 만든 문학 동아리인 독서회의 의뢰에 의해 쓰여진 것으로, 본에서 개최될 신성 로마 황제 요제프 2세를 위한 추도식을 의도한 제베린 안톤 아버동크(1768-1817)의 대본이 있는 칸타타이다. 베토벤이 열 아홉 살이었을 때 작곡된 이것은, 베토벤이 사망하고 57년 후인 1884년 11월에 빈에서 초연될 때까지 동반 작품인 황제 레오폴드 2세 즉위 칸타타와 함께 출판되지 않았고, 명백하게 연주되지도 않았으며(예정된 1791년의 메르겐트하임에서의 초연은 궁정 오케스트라의 능력을 초과하는 악보의 어려움으로 인해 취소된 것으로 여겨짐), 1888년에 베토벤 전집(1862년에서 1865년 사이에 출판됨)의 보충본으로 처음 인쇄되었다. 오늘날 이것은 베토벤의 덜 알려진 작품들 중 하나로 남아 있다.
이 작품을 접한 브람스는 1884년 5월에 한슬리크에게 보낸 편지에서 이렇게 기술하고 있다: "표지에 이름이 없더라도 이 곡은 그 작곡자로, 다른 어떤 사람도 추측할 수 없을 것입니다. 아주 철저히 또 철저히 베토벤적입니다. 그 감정과 상상을 승화시키는 아름답고도 고귀한 파토스. 아마 그 표현에서는 폭력적일지도 모르는 강도. 더욱이 성부의 진행과 서창, 그리고 우리가 이후의 작품들에서 발견할 수 있고, 또 그 작품들과 결부시킬 수 있는 모든 특징들을 살펴보십시오."

## 구조
다단조로 작곡된 이 칸타타는 총 7악장으로 구성되어 있다.
1. 합창. Largo - Larghetto (다단조)
2. 레치타티보. Presto (가단조)
3. 아리아. Allegro maestoso - Allegro assai (라장조)
4. 합창과 함께하는 아리아. Andante con moto (바장조)
5. 레치타티보. Largo (라단조)
6. 아리아. Adagio con affetto (내림마장조)
7. 합창 Largo - Larghetto (다단조)

총 연주 시간은 38분 정도 소요된다.

## 구성
작품은 플루트 2개, 오보에 2개, 클라리넷 2개, 바순 2개, 호른 2개, 현악기, 소프라노와 베이스가 포함된 SATB 합창(솔로 세미합창 SSATB도 있음)으로 구성되어 있다.

## 같이 보기
- 베토벤과 다단조